# Utting (Arizona)
Utting es un lugar designado por el censo ubicado en el condado de La Paz en el estado estadounidense de Arizona. En el Censo de 2010 tenía una población de 126 habitantes y una densidad poblacional de 1,84 personas por km².

## Geografía
Utting se encuentra ubicado en las coordenadas 33°51′16″N 113°54′46″O / 33.85444, -113.91278. Según la Oficina del Censo de los Estados Unidos, Utting tiene una superficie total de 68.55 km², de la cual 68.55 km² corresponden a tierra firme y (0%) 0 km² es agua.

## Demografía
Según el censo de 2010, había 126 personas residiendo en Utting. La densidad de población era de 1,84 hab./km². De los 126 habitantes, Utting estaba compuesto por el 90.48% blancos, el 0% eran afroamericanos, el 0% eran amerindios, el 2.38% eran asiáticos, el 0% eran isleños del Pacífico, el 1.59% eran de otras razas y el 5.56% pertenecían a dos o más razas. Del total de la población el 1.59% eran hispanos o latinos de cualquier raza.